# Bystrzyca Kłodzka

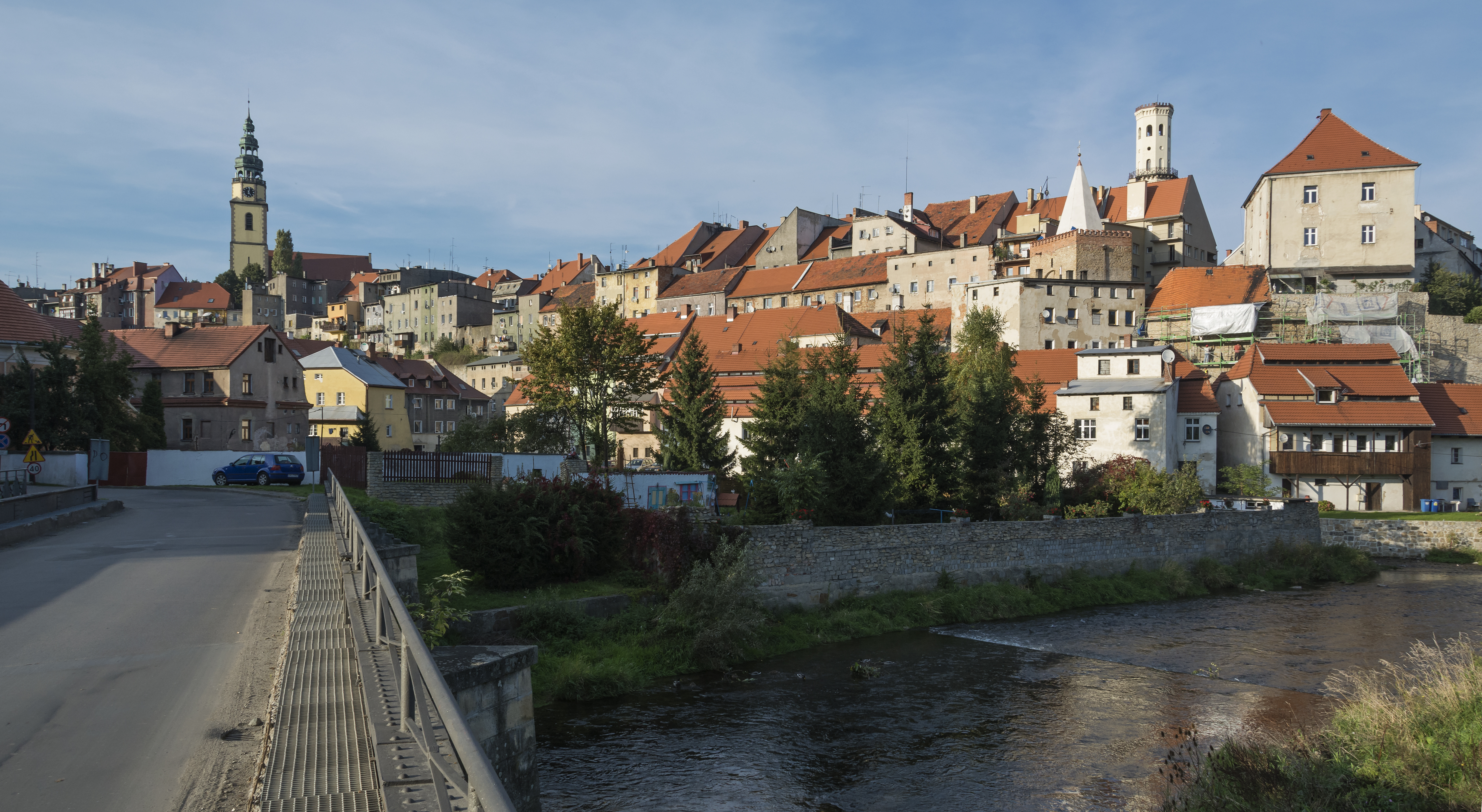
Gesamtansicht

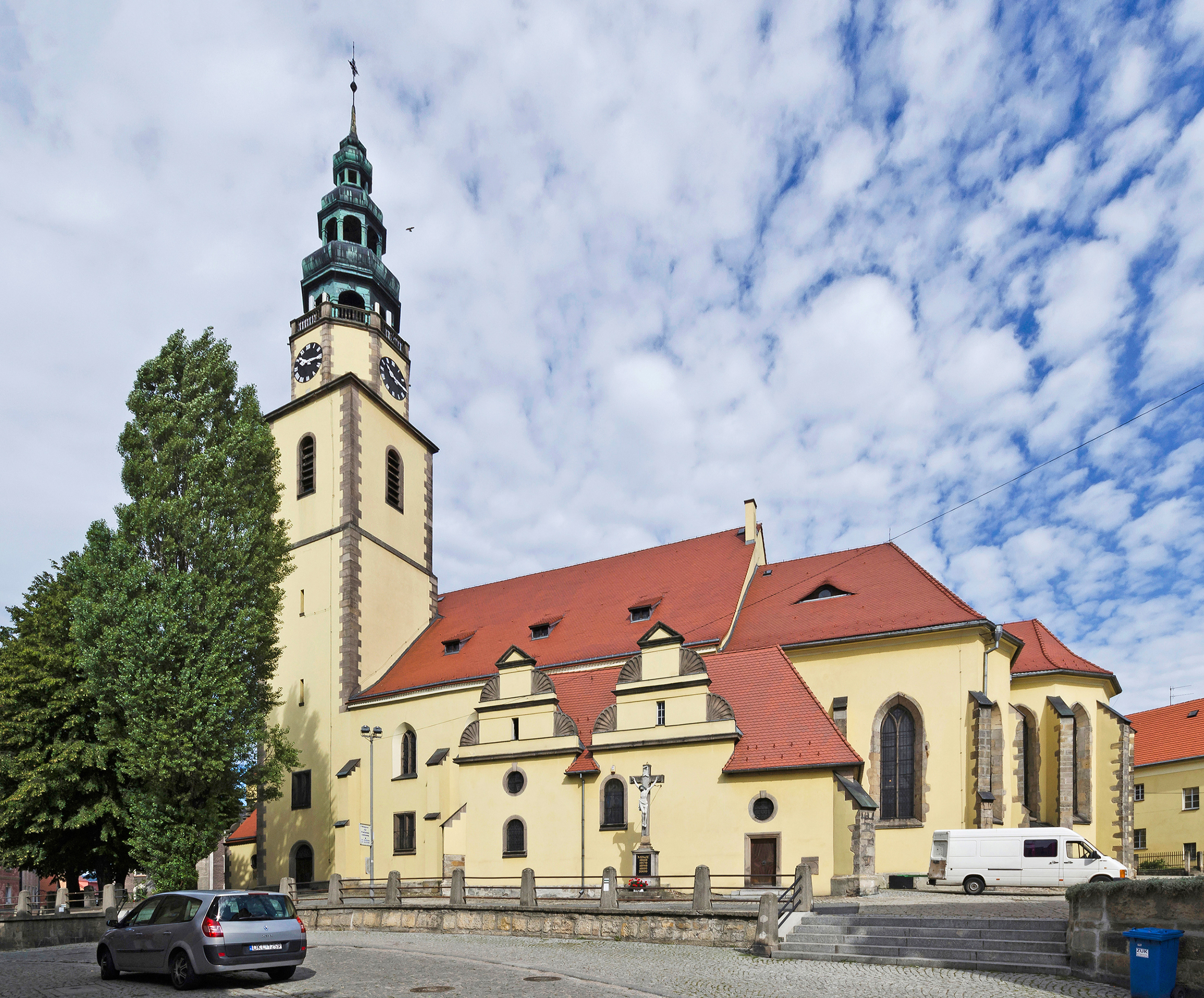
Pfarrkirche St. Michael

Bystrzyca Kłodzka [bɨˈstʃɨʦa ˈkwɔʦka] (deutsch: Habelschwerdt) ist eine Stadt in der Woiwodschaft Niederschlesien in Polen. Sie ist zugleich Sitz der Stadt- und Landgemeinde Bystrzyca Kłodzka mit 18.607 Einwohnern (Stand 31. Dezember 2020).

## Geographische Lage
Die Stadt liegt im Glatzer Kessel, am Fuß des Habelschwerdter Gebirges, am linken Ufer der Glatzer Neiße (polnisch Nysa Kłodzka) bei der Einmündung der Weistritz (Bystrzyca). Die Entfernung zu der nördlich gelegenen Kreisstadt Kłodzko (Glatz) beträgt 20 Kilometer.

## Geschichte
Das Gründungsjahr von Habelschwerdt ist nicht bekannt, wird jedoch in die zweite Hälfte des 13. Jahrhunderts gelegt, da angenommen wird, dass der Name Habelschwerdt (im Sinne von „Habels Werd“) von Gallus von Lemberg (tschechisch Havel z Lemberka) abgeleitet ist, dem das Glatzer Land um die Mitte des Jahrhunderts gehörte und der mit der 1995 heiliggesprochenen Zdislava verheiratet war. Gegründet wurde es durch deutsche Siedler neben dem slawischen Dorf Bystritz (tschechisch Bystřice). Die politischen und kirchlichen Herrschaftsverhältnisse von Habelschwerdt sind bis in die Neuzeit weitgehend identisch mit der Geschichte der ehemals böhmischen Grafschaft Glatz, zu der es von Anfang an gehörte.
Nachdem unter Vogt Jakob Rücker eine Stadtmauer errichtet worden war, verlieh König Johann von Böhmen 1319 „Hawelswerd“ den Rang einer Königlichen Stadt. Das Privileg wurde durch Johanns Sohn Karl IV. 1348 erneuert. Im selben Jahr erwarb dieser in seiner Eigenschaft als König von Böhmen die Erbvogtei, wodurch die späteren Vögte königliche Beamte waren. Der seit dieser Zeit bestehende „District Habelschwerdt“ umfasste den Süden des Glatzer Landes.
Durch seine Lage an der alten Handelsstraße von Breslau über Glatz, Mittelwalde und Brünn nach Wien, die schräg über den Habelschwerdter Ring führte, erlangte Habelschwerdt bald eine wirtschaftliche Bedeutung. Es entwickelte sich zu einer Handwerkerstadt, vor allem der Tuchmacher und Leinenweber. Für 1319 ist eine Walkmühle nachgewiesen, für 1397 die Zunft der Tuchmacher. 1381 wurde vor dem Niedertor das Antonius-Hospital mit einer Kirche gegründet, 1399 vor dem Glatzer Tor ein Aussätzigenhospital.
In den Hussitenkriegen wurde die Stadt 1429 weitgehend zerstört und 1469 von den gegen den böhmischen König Georg von Podiebrad kämpfenden Schlesiern, die auf Seiten des ungarischen Königs Matthias Corvinus standen, gebrandschatzt. Nach einem Stadtbrand 1475 wurde die Stadt wiederaufgebaut. Während der Reformation wandte sich die Bevölkerung vor allem den radikal-reformatorischen Schwenckfeldern und Täufern (zum Teil als Gabrieler) zu, nach deren Verbot 1548 dem Luthertum. Von 1563 bis 1576 wirkte der lutherische Prediger Caspar Elogius an der Stadtpfarrkirche. 1586 erwarb die Stadt die königliche Mühle und den landesherrlichen Zoll, um 1600 weitere Ländereien. In den Jahren 1604 bis 1617 besaß sie die Vogteirechte und 1617 die Obergerichtsbarkeit.
Im Dreißigjährigen Krieg wurde die Stadt von den Schweden geplündert. Im Zuge der Gegenreformation musste die Bevölkerung 1628/1629 zum katholischen Glauben zurückkehren oder auswandern. 1646 brannten große Teile der Stadt ab, ein weiterer Brand 1703 vernichtete fast zwei Drittel der Häuser innerhalb der Stadtmauer.
Nach dem Ersten Schlesischen Krieg 1742 fiel Habelschwerdt zusammen mit der Grafschaft Glatz an Preußen. Im Zweiten Schlesischen Krieg brandschatzten ungarische Truppen und Trenck'sche Panduren die Stadt. Im Gefecht bei Habelschwerdt vor der Stadt siegte am 14. Februar 1745 die Preußische Armee unter Johann von Lehwaldt über die Kaiserlichen unter General Franz Wenzel Graf von Wallis. Nach dem Hubertusburger Frieden fiel Habelschwerdt 1763 zusammen mit der Grafschaft Glatz endgültig an Preußen.
Während des Bayerischen Erbfolgekrieges besiegte am 18. Januar 1779 ein österreichisches Korps unter Dagobert Sigmund von Wurmser in einem weiteren Gefecht bei Habelschwerdt die Preußen und machte viele Gefangene.
Ab 1818 war Habelschwerdt Sitz des Landkreises Habelschwerdt, der aus den vormaligen Distrikten Habelschwerdt und Landeck gebildet worden war. Nachdem im 19. Jahrhundert die Tuchmacherei und die Leinenweberei an Bedeutung verlor, entwickelte sich ab 1860 die Holzindustrie, die zur Gründung von drei Zündholzfabriken führte. Bedeutung erlangte Habelschwerdt auch als Schulstadt. Von 1766 bis 1776 und von 1871 bis 1925 beherbergte es das katholische Lehrerseminar, für das 1872 ein Neurenaissancebau errichtet wurde. Die weitere wirtschaftliche Entwicklung wurde ab 1875 mit dem Eisenbahnanschluss der Strecke Glatz–Habelschwerdt–Mittelwalde günstig beeinflusst. Am Anfang des 20. Jahrhunderts hatte Habelschwerdt zwei katholische Kirchen und ein Amtsgericht. 1930 erwarb Habelschwerdt die Herrschaft Grafenort mit umfangreichem Waldbesitz.
Als Folge des Zweiten Weltkriegs fiel Habelschwerdt 1945 mit dem größten Teil Schlesiens unter polnische Verwaltung und wurde in Bystrzyca Kłodzka umbenannt. Die deutsche Bevölkerung wurde vertrieben. Die neu angesiedelten Bewohner waren teilweise Zwangsumgesiedelte aus Ostpolen, das an die Sowjetunion gefallen war. 1975–1998 gehörte Bystrzyca Kłodzka zur Woiwodschaft Wałbrzych (Waldenburg).

## Gemeinde
Zur Stadt- und Landgemeinde Bystrzyca Kłodzka gehören die Stadt selbst und eine Reihe von Dörfern mit insgesamt 32 Schulzenämtern.

## Partnerschaften
- Alcañiz, Spanien
- Amberg, Deutschland
- Kaźmierz Wielkopolski, Polen
- Laissey, Frankreich
- Massa Martana, Italien
- Ústí nad Orlicí, Tschechien

## Sehenswürdigkeiten

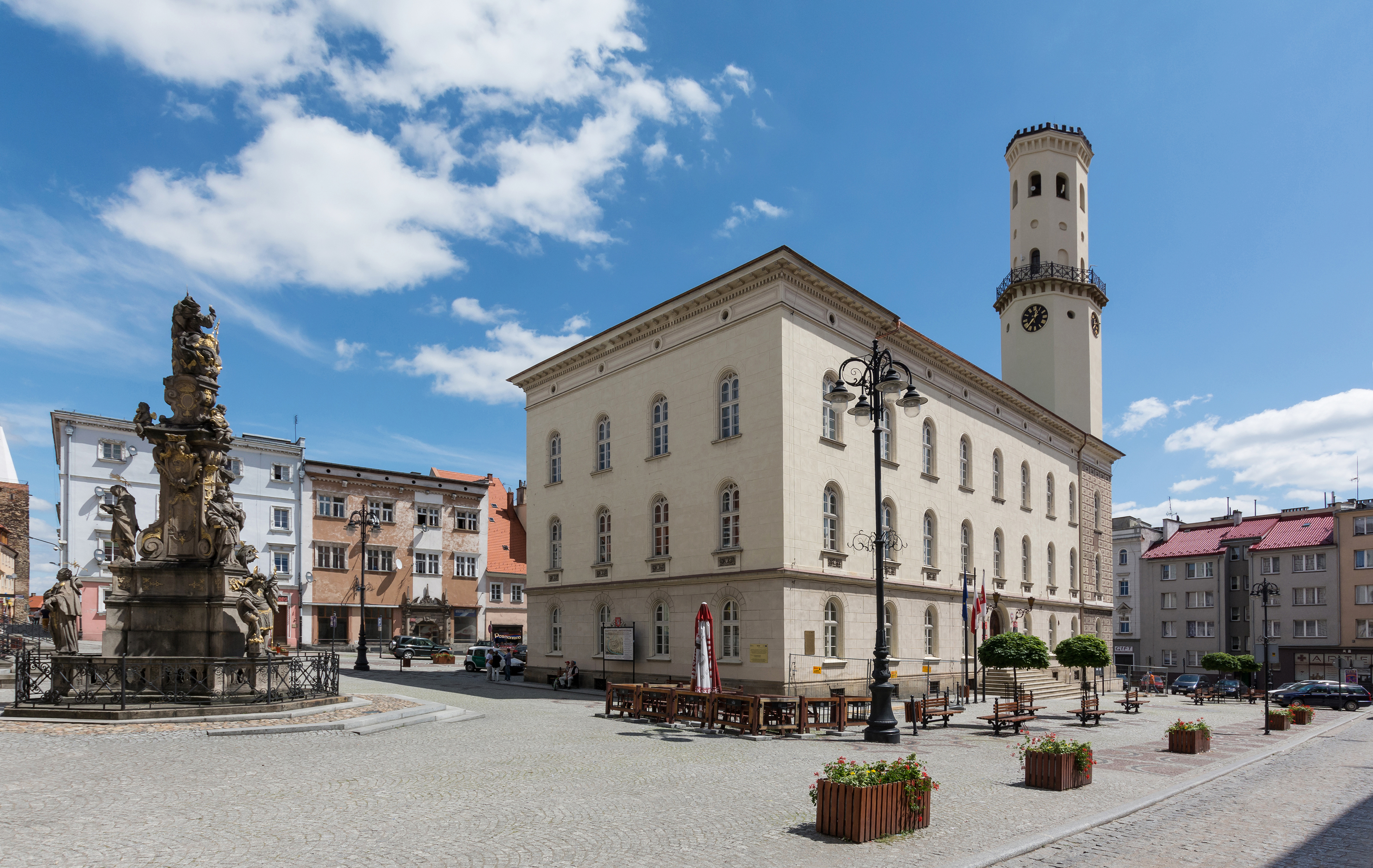
Rathaus und Dreifaltigkeitssäule

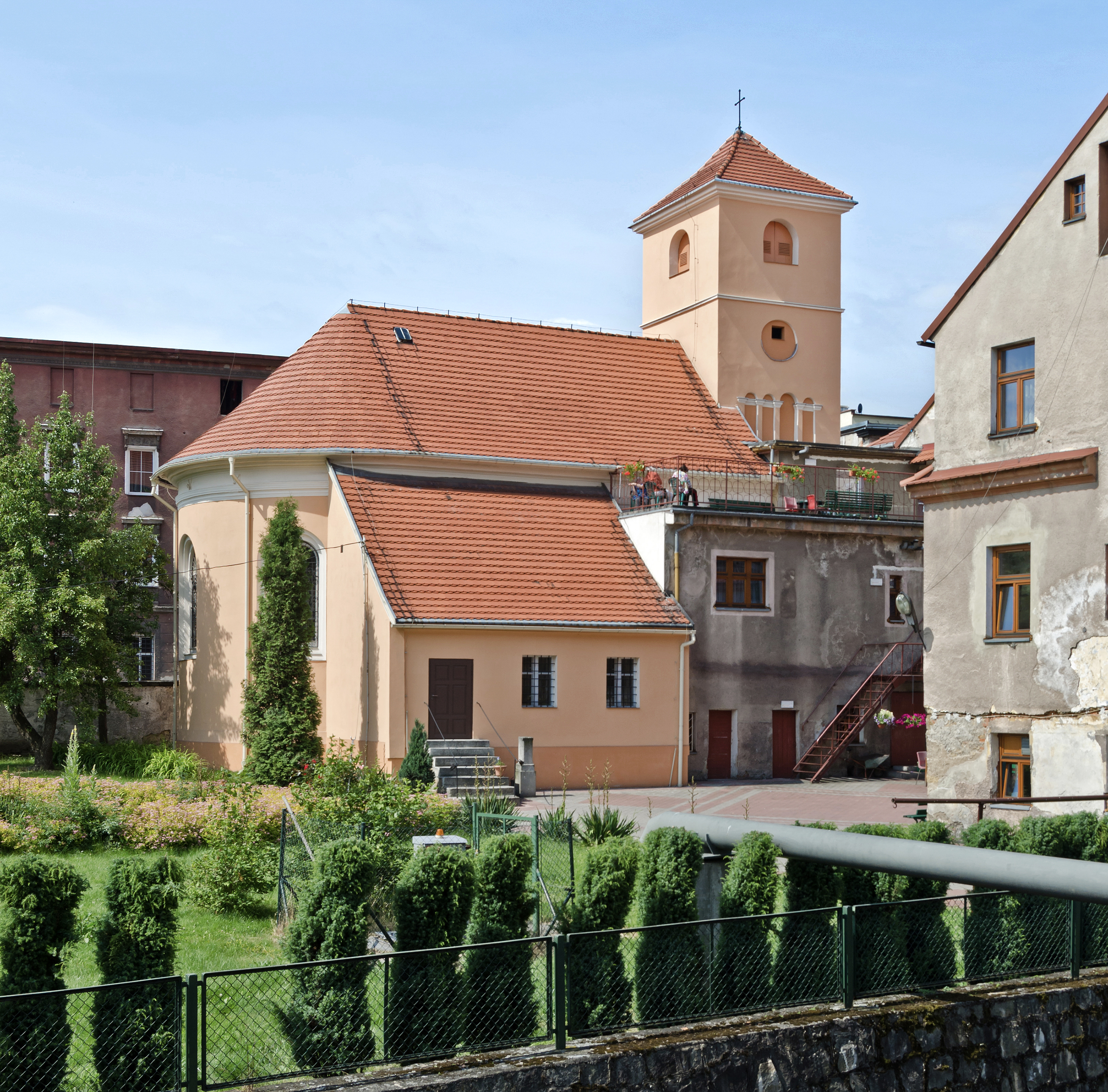
Hospitalkirche St. Johannes Nepomuk

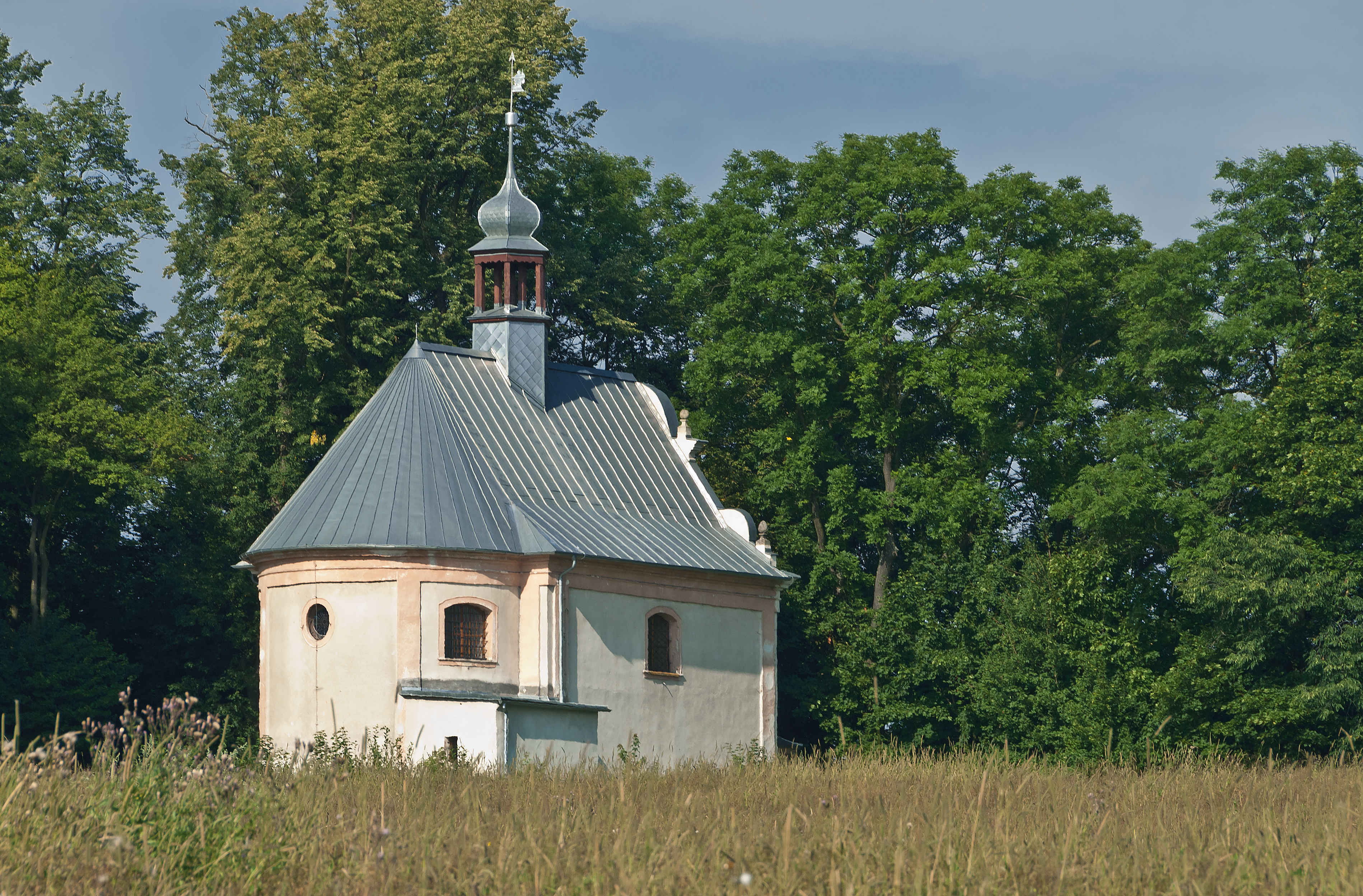
St.-Florian-Kapelle

- Die römisch-katholische Pfarrkirche St. Michael (Kościół Św. Michała Archanioła) wurde 1336 erstmals urkundlich erwähnt, das Gewölbe des Chores stammt jedoch aus der zweiten Hälfte des 13. Jahrhunderts. Der Glockenturm war ursprünglich in die Stadtbefestigung einbezogen. Die Kirche wurde im Laufe der Jahrhunderte mehrfach umgebaut und 1914 nach Entwurf des Berliner Architekten Oskar Hoßfeld erweitert und im Stil der Neugotik ausgestattet. Die holzgeschnitzte Figur Muttergottes mit Kind stammt aus dem 15. Jahrhundert. Die Figuren der hll. Franz Xaver und Johannes von Nepomuk schuf Michael Klahr d. J.
- Die barocke Dreifaltigkeitssäule auf dem Ring schuf 1737 Anton Jörg aus Kamenz. Die untere Balustrade zeigt die hll. Johannes von Nepomuk, Florian und Franz Xaver. Darüber die hll. Michael, Anna, Joachim und Joseph sowie Maria Immaculata. In der Bekrönung die Heilige Dreifaltigkeit.
- Das Rathaus von 1451 wurde mehrfach neu aufgebaut, zuletzt 1852–1854. Es wurde einem Florentiner Renaissancepalast nachgebildet. Das Sgraffito in Diamantquaderform wurde 1996–1998 rekonstruiert.
- Die Hospitalkirche St. Johannes-Nepomuk (Kościół szpitalny św. Jana Nepomucena), die unterhalb des Niedertors jenseits der Hospitalbrücke (Pl. Szpitalny) unweit der Mündung der Weistritz in die Neiße steht, ist gegenwärtig eine Filialkirche der Pfarrkirche St. Michael. Das Gebäude entstand 1827–1833 an der Stelle des durch den Stadtbrand 1823 zerstörten Antonius-Hospitals und der zugehörigen Antoniuskirche, deren Geschichte sich bis zu ihrer Stiftung im Jahr 1381 zurückverfolgen lässt. Sie stand zuvor unter dem Patrozinium der Apostel Peter und Paul (1560, 1631), vorher war sie vermutlich der Jungfrau Maria gewidmet (päpstliche Bulle vom 5. April 1400).[5] Im Westen dient der mit einem Pyramidendach gekrönte Fassadenturm als Glockenturm. Die 1840 angebrachte Turmuhr ist nicht mehr vorhanden. Die Rundbogenfenster des zweijochigen Kirchenschiffes und der nach Südosten ausgerichteten, halbkreisförmigen Apsis sind mit kunstvollen Gittern versehen. An der Nordfassade dient ein Anbau als Sakristei. Das Innere birgt einen dem Kirchenpatron geweihten Altar nebst Altarbild sowie eine von Großdechant Joseph Knauer gestiftete Orgel, die dank zusätzlicher Zuwendungen des Habelschwerdter Magistrats und einer Spende des Frankensteiner Orgelbaumeister Albert Vogel geschaffen und 1844 eingeweiht wurde.[6]
- Die Nepomukstatue entstand im Jahr 1704.

- Die St.-Florian-Kapelle (Kaplica Św. Floriana) wurde 1725 bis 1727 zur Erinnerung an den Stadtbrand von 1703 am rechten Neißeufer auf dem Hopfenberg errichtet.[7] Die Kapelle ersetzte einen hölzernen Vorgängerbau. Sie wurde von sechs Habelschwerdter Bürgern gestiftet und am 14. Juli 1727 Glatzer Dechanten Andreas Kainz, der zugleich Pfarrer von Mittelwalde war, geweiht.[8] Auf Bitten der Stifter setzte sich der aus Habelschwerdt gebürtige Jesuit Michael Gruber (1688–1753), Superior der Königlich-polnischen und Kurfürstlich sächsischen Kapelle in Dresden, bei der Titularkönigin von Polen dafür ein, seinen Landsleuten zu einer Reliquie des hl. Florian zu verhelfen. Die Königin schenkte ihnen ein Daumenglied des Heiligen, das sie kostbar hatte einfassen lassen, sowie später noch eine Reliquie des böhmischen Landesheiligen Johannes von Nepomuk. Die Floriansreliquie verbrannte während des großen Stadtbrandes im Jahr 1823 im Haus des Kirchvaters Kolbe. Das Deckengemälde der St.-Florians-Kapelle zeigt den Stadtbrand von 1703 und den löschenden hl. Florian. Die Barockausstattung mit Skulpturen schuf Michael Klahr d. Ä. Das Gemälde des rechten Seitenaltars ist eine Kopie der Brünner Rosenkranzmadonna. Den rechten Seitenaltar der Schmerzhaften Muttergottes schuf Michael Klahr d. J. Diesem wird auch die Mariensäule vor der Kapelle zugeschrieben.

- Zur Stadtbefestigung von Habelschwerdt zählen die Stadtmauer aus dem 14. Jahrhundert (nach 1840 abgetragen und der Graben zugeschüttet). Im nördlichen und östlichen Abschnitt wurden 1960 bis 1962 Mauerreste freigelegt. Von den drei Toren ist das Niedertor mit spitzbogiger Tordurchfahrt und Zinnenbekrönung erhalten, außerdem der Glatzer Turm und der 1843 zum Glockenturm der evangelischen Kirche umgebaute Ritterturm.
- Das Vogteigebäude am Niedertor, das aus einem Wohnturm mit Graben bestand, wurde 1767 zum Wohnhaus umgebaut. Vom ursprünglichen Bau aus dem 14. Jahrhundert sind noch die Schießscharten im Erdgeschoss und ein Spitzbogenportal am Kellereingang erhalten.
- Die Staupsäule (Pranger) auf dem Neumarkt (Mały Rynek) stammt aus dem Jahre 1556.
- In der ehemaligen evangelischen Kirche von 1822 befindet sich seit 1964 ein Streichholzmuseum (Muzeum Filumenistyczne).

## Trivia
Die Stadt diente dem polnischen Regisseur Kazimierz Kutz als Drehort, unter anderem für seinen Film Nikt nie woła, deutsch Niemand ruft (1960).

## Söhne und Töchter der Stadt

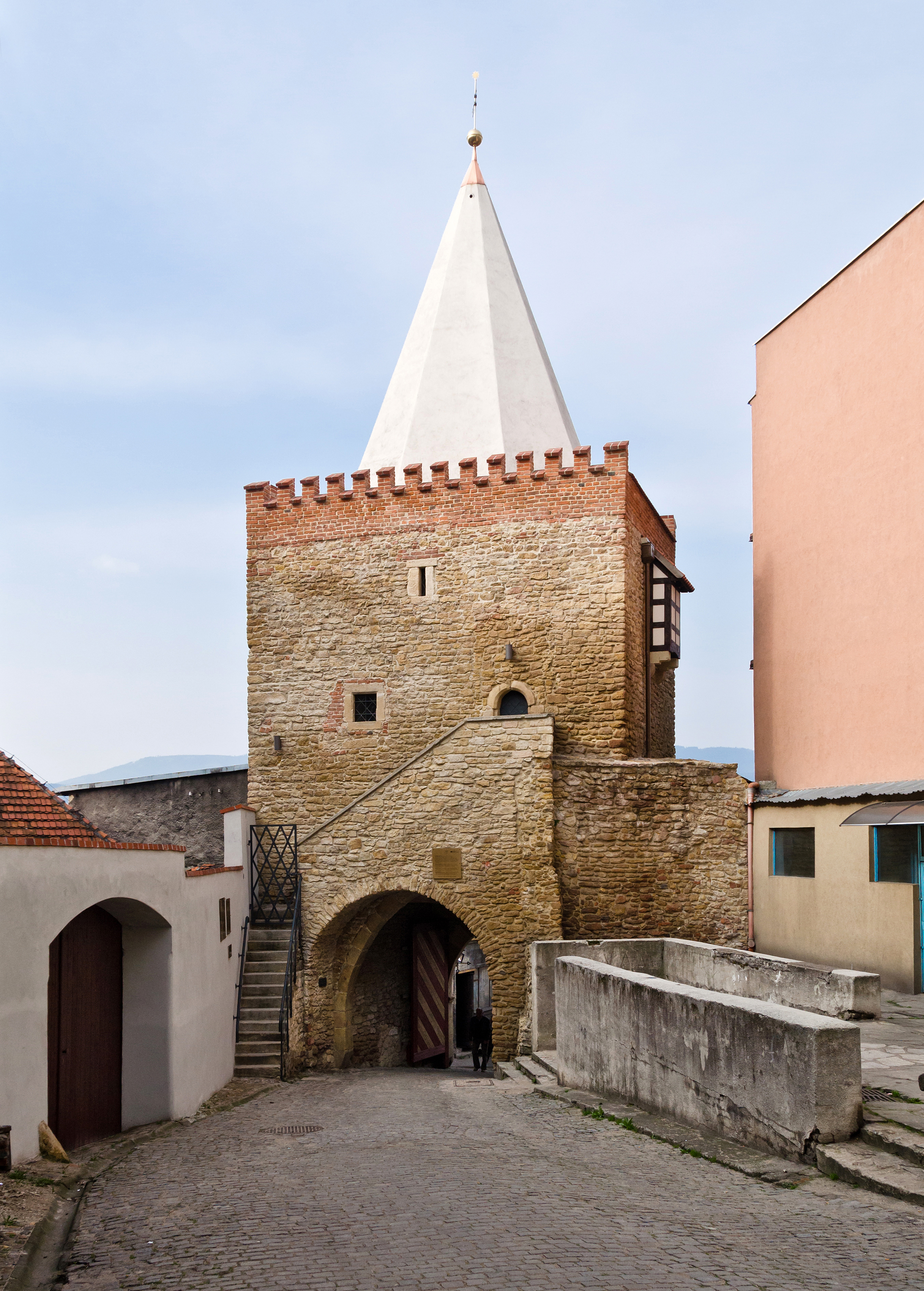
Niedertor mit Tordurchfahrt und Zinnenbekörnung

in chronologischer Reihenfolge ihrer Geburtsdaten:
- Georg Gloger (1603–1631), Dichter
- Johann Bock (1638–1688), Gelehrter und Geistlicher
- Johann Christoph Welak (um 1659–1728), katholischer Geistlicher, Prior des Benediktinerordens und Chronikschreiber; hinterließ eine Chronik von Habelschwerdt
- Johannes Kuben (1697–1770), als Freskant und Maler künstlerisch tätiger Jesuit
- Joseph Thamm (1804–1865), Illustrator, Maler und Autor; Herausgeber einer Geschichte der Stadt Habelschwerdt (1841)
- Ferdinand Hauck (1805–1871), Flügelbauer
- Titus Ullrich (1813–1891), Dichter und Kunstkritiker
- Robert Brauner (1816–1854), Prediger und Theologe der deutschkatholischen Bewegung
- Theodor von Mörner (1817–1874), Historiker und Archivar
- Rudolf Bial (1834–1881), Komponist und Theaterdirektor
- Albrecht Thamm (1839–1882), Bildhauer
- Franz Hirschwälder (1843–1886), Theologe der altkatholischen Bewegung und Professor der Katholisch-theologischen Fakultät in Bern
- Paul von Bolko (1850 – nach 1918), Rittergutsbesitzer und Mitglied des Preußischen Herrenhauses
- Augustin Skalitzky (1852–1932), Stadtpfarrer von Glatz, Erzbischöflicher Notar und Konsistorialrat[9]
- Augustin Josef Nürnberger (1854–1910), katholischer Theologe
- Hermann Stehr (1864–1940), Dichter
- Paul Mittmann (1868–1920), Kirchenmusiker und Komponist
- Joseph Klapper (1880–1967), Pädagoge, Kulturhistoriker, Volkstumsforscher und Germanist
- Hansom Milde-Meißner (1899–1983), Komponist
- Herbert Blaschke (1901–1973), Kunstmaler und Graphiker
- Ursula Raurin-Kutzner (* 1927), Politikerin
- Andreas Hönisch (1930–2008), Priester und Ordensgründer
- Georg Katzer (1935–2019), Komponist
- Eckhard Keßler (1938–2018), Philosophiehistoriker und Hochschullehrer
- Ullrich Teuscher (* 1940), Zahnmediziner
- Heinrich Dilly (1941–2019), Kunsthistoriker
- Peter Müller-Buchow (1941–2012), Dramaturg, Hörspielsprecher und Regisseur
- Klaus Neumann (* 1942), Leichtathlet (DDR)
- Christian von Zittwitz (1943–2023), deutscher Verlagskaufmann, Journalist und Verleger
- Tadeusz Trziszka (* 1948), polnischer Agrarwissenschaftler und Rektor
- Małgorzata Ruchniewicz (* 1970), polnische Historikerin
- Marcin Marciniszyn (* 1982), polnischer Leichtathlet.

## Bevölkerungsentwicklung bis 1945
| Jahr | Einwohner | Anmerkungen                                              |
| ---- | --------- | -------------------------------------------------------- |
| 1787 | 1674      | ohne die Garnison                                        |
| 1803 | 2711      | [ 11 ]                                                   |
| 1810 | 2425      | [ 11 ]                                                   |
| 1816 | 1845      | davon 22 Evangelische und 1.823 Katholiken (keine Juden) |
| 1821 | 1945      | [ 11 ]                                                   |
| 1825 | 1968      | darunter 52 Evangelische und acht Juden                  |
| 1840 | 2729      | davon 2.525 Katholiken, 192 Evangelische und zwölf Juden |
| 1852 | 3495      | [ 14 ]                                                   |
| 1871 | 4378      | darunter 300 Evangelische                                |
| 1890 | 5586      | davon 328 Evangelische und 23 Juden                      |
| 1900 | 6041      | meist katholische Einwohner                              |
| 1933 | 6549      | [ 16 ]                                                   |
| 1939 | 7077      | [ 16 ]                                                   |